# Annie Lisle
"Annie Lisle" es una balada de 1857 del compositor de Boston, Massachusetts H. S. Thompson, publicada por primera vez por Moulton & Clark de Newburyport, Massachusetts, y más tarde por Oliver Ditson & Co. Se trata de la muerte de una joven doncella, por lo que algunos han especulado que es tuberculosis, aunque la letra no menciona explícitamente la tuberculosis, o "tisis" como se llamaba entonces. La canción podría haberse deslizado en la oscuridad si la melodía no hubiera sido adoptada por innumerables colegios, universidades y escuelas secundarias de todo el mundo como sus respectivas canciones de alma mater.

## Letra
Down where the waving willows
'Neath the sunbeams smile,
Shadow'd o'er the murm'ring waters
Dwelt sweet Annie Lisle;
Pure as the forest lily,
Never tho't of guile
Had its home within the bosom
Of sweet Annie Lisle.
Coro
Wave willows, murmur waters,
Golden sunbeams, smile!
Earthly music cannot waken
Lovely Annie Lisle.
Sweet came the hallow'd chiming
Of the Sabbath bell,
Borne on the morning breezes
Down the woody dell.
On a bed of pain and anguish
Lay dear Annie Lisle,
Chang'd were the lovely features,
Gone the happy smile.
Coro
"Raise me in your arms, O Mother;
Let me once more look
On the green and waving willows
And the flowing brook.
Hark! the sound of angel music
From the choirs above!
Dearest mother, I am going;
Surely God is love."
Coro

## En la cultura popular
- La melodía jugó como la alma mater de Springfield College en el programa de televisión Father Knows Best, temporada 6, episodio 8, "Margaret's Old Flame".
- La melodía se utiliza en la canción de despedida del Kellerman Resort en la película Dirty Dancing de 1987, así como en la melodía cantada por los estudiantes de la Universidad de Purdue en la película Titanic de 1953.
- La melodía se reproduce sobre los créditos iniciales de la caricatura de Merrie Melodies de 1942 The Dover Boys at Pimento University.
- La melodía apareció en Hey Arnold! como la canción escolar de PS-118
- La melodía se usó para la canción de batalla de la Guerra Civil "Los Vengadores de Ellsworth" [letra de A. Lora Hudson, adaptación musical de S. L. Coe] rindiendo homenaje al Coronel Elmer Ellsworth, el primer oficial de la Unión muerto en el conflicto. Fue disparado por el posadero después de quitar una bandera confederada de la azotea de un hotel de Alexandria, Virginia.
- La Mariposa canta un fragmento de la melodía, con diferentes palabras y junto a muchas otras, en la película animada "El último unicornio".
- La melodía se utiliza al final de la película Shag de 1989 para la canción del alma mater de Spartanburg High School.